# Silenziatore (armi)

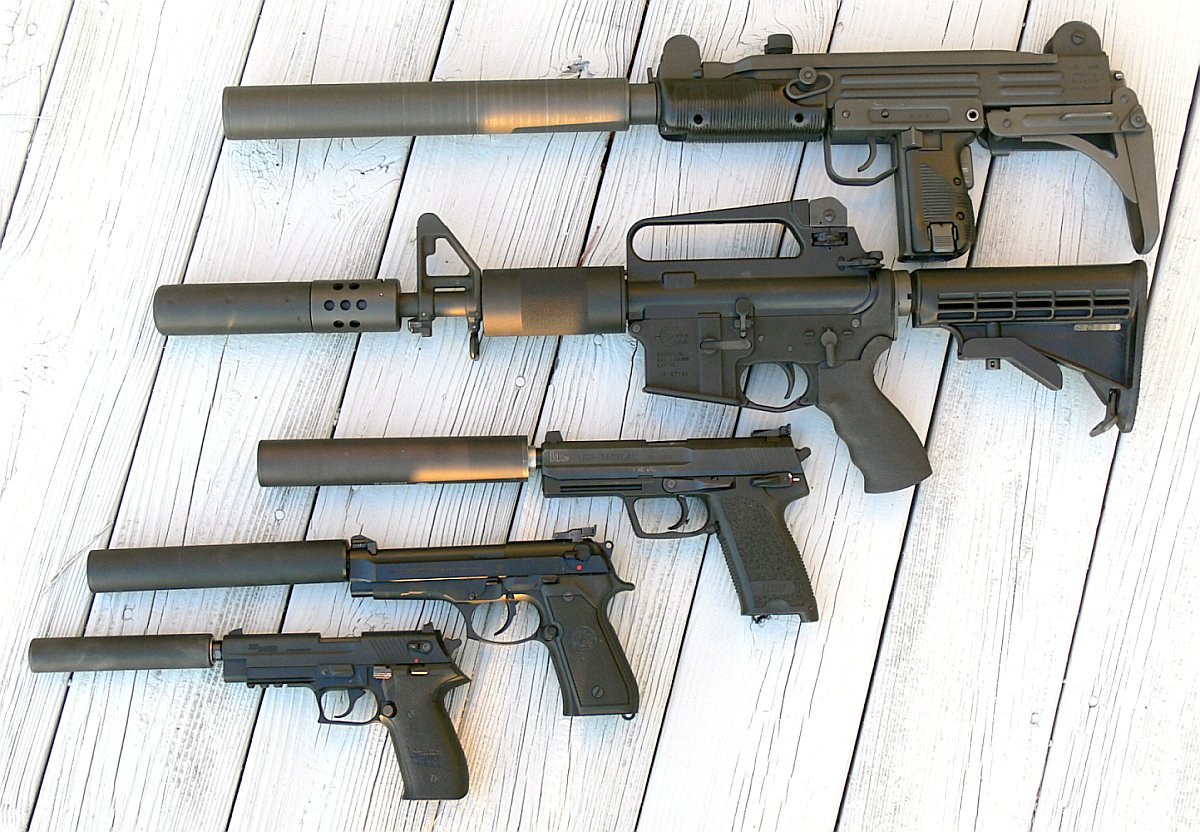
Vari tipi di armi munite di silenziatore sulla canna. Dall'alto in basso: Uzi, AR15, Heckler & Koch USP, Beretta 92FS, SIG Mosquito

Un silenziatore è un dispositivo progettato per esser utilizzato sulle armi da fuoco per eliminare o ridurre il rumore di uno sparo. 
Esso è normalmente posizionato davanti alla bocca della canna, e cerca di attenuare/assorbire il più possibile la propagazione delle onde sonore in uscita.

## Storia
I primi esemplari vennero progettati all'inizio del '900 ed utilizzati negli anni immediatamente successivi (1900-1910). I primi tentativi dell'austriaco Hutfless nel 1900 e il sistema brevettato nel 1902 dal tedesco Baudisch non ebbero seguito ma furono ripresi nel 1907, e successivamente evoluti, dall'americano Hiram Percy Maxim (figlio di Hiram Stevens Maxim) che arrivò nel 1910 alla prima produzione in serie di silenziatori. Ancora più perfezionato fu il suo modello del 1915 che venne adottato dall'esercito degli Stati Uniti durante la prima guerra mondiale utilizzandolo sui fucili Springfield M1903 assegnati ai tiratori scelti. La prima arma con silenziatore integrato fu progettata dallo statunitense Walther Westfall, un fucile che aveva la canna racchiusa in un silenziatore ad espansione.
Durante la seconda guerra mondiale ci fu una rapida evoluzione dei silenziatori, con applicazioni che andavano dalle pistole, ai fucili e ai mitra. Realizzarono silenziatori e armi corte silenziate la Beretta, la Walther, la CZ e la Nagant con il modello M1895, rara eccezione di revolver facilmente silenziabile, data la caratteristica del tamburo che, prima dello sparo, avanzava su una sporgenza tronco-conica della canna e chiudeva lo spazio libero tipico dei revolver presente tra canna e tamburo. La perdita di pressione in questa via di fuga ha portato tra l'altro all'utilizzo sui revolver di munizioni più potenti per ovviare a questo inconveniente. Nei fucili troviamo ancora lo Sprigfield nelle versioni M1903A3 e M1903A4 silenziata ed il tedesco K98k sul quale vennero applicati vari tipi di silenziatori della serie SD (SchallDämpfer). Tra i mitra è da citare particolarmente lo STEN nella versione MkIIS del 1942 prodotto in diverse migliaia di esemplari, seguito dal modello MkVI del 1943, versione silenziata del MkV.
Negli USA venne realizzata nel 1942 per l'OSS la silenziosissima pistola OSS High Standard HDM Bell Silenced in calibro .22 LR che rimase in servizio fino al 1965. Quest'arma divenne particolarmente nota nel 1960 quando i Sovietici abbatterono l'U-2 pilotato dal Cap. Francis Gary Powers, agente della CIA, che aveva in dotazione tale arma.

## Caratteristiche
In realtà la definizione "silenziatore" è incorretta, perché il rumore dello sparo non viene mai silenziato totalmente, ma viene soltanto soppresso parzialmente. Una stretta analogia pratica, la troviamo nel funzionamento dei silenziatori di scarico di auto e motoveicoli. 
Nell'utilizzo militare il silenziatore ha il duplice scopo di non allarmare l'avversario e di impedire che vengano individuate con immediatezza e precisione la direzione e la distanza da cui parte il colpo. In quest'ottica si ottiene anche l'effetto secondario di ridurre la vampa, ovvero l'emissione di luce (e fumi) e pertanto rende meno visibile il tiratore in condizioni di scarsa luminosità. Non trascurabile, per il tiratore stesso, l'eliminazione del fastidio dovuto allo sparo. Quest'ultimo aspetto, dove consentito (non in Italia), è l'unico da considerare in ambito sportivo.

## Esempi di applicazione
Un'arma di calibro medio, ad esempio un 9 mm come quello in dotazione alle forze di polizia italiane, produce un rumore di circa 140-150 dB. Per avere un termine di paragone, il rumore di un martello pneumatico a breve distanza è di circa 100 dB.
Per ridurre il rumore a valori ragionevoli, indicativamente a un terzo della misura espressa in dB (corrispondente a un'intensità da 100 milioni ad alcuni miliardi di volte inferiore), si devono utilizzare silenziatori con un diametro tra i 25 e 40 mm e di una lunghezza tra i 20 e i 35 cm circa, ovvero ben più lunghi di una comune pistola ed evidentemente ingombranti rispetto all'arma.

## Tecnica
Il silenziatore è sostanzialmente un tubo di metallo, generalmente acciaio o alluminio, applicato alla canna e suddiviso in un numero variabile di camere di espansione separate da deflettori forati, sorta di rondelle metalliche con un foro di norma di 1 mm più largo del calibro, attraverso le quali passa il proiettile. Su questa base esistono diverse varianti, alcuni per esempio sono dotati di membrane di gomma o plastica che si richiudono al passaggio del proiettile, idonei per i piccoli calibri come il .22 oppure con deflettori mobili collegati da una molla in modo che possano assorbire l'espansione dei gas dello sparo per poi ritornare allo stato iniziale.
Silenziare un'arma non è facile: prima di tutto è necessario che il suono esca in massima parte dal vivo di volata, cioè la parte terminale della canna dalla quale fuoriesce anche il proiettile (ciò non è vero, per esempio, per le armi a tamburo), quindi come già spiegato sopra, il sistema di silenziatura deve essere dimensionato al rumore prodotto (cioè più il colpo è potente, più il silenziatore dovrà essere voluminoso o usare materiale maggiormente fonoassorbente). Occorre inoltre che la volata dell'arma permetta l'inserimento del silenziatore, in genere a vite oppure a baionetta. Ciò può comportare necessarie modifiche alla canna ed a volte la sostituzione della canna stessa.
Un altro dei problemi nella silenziatura di un'arma si ha nel fatto che molte cartucce sono supersoniche (superano cioè la velocità del suono) ed il rumore secco dato dal superamento del muro del suono non è silenziabile. Per ovviare a questo inconveniente, fino alla seconda guerra mondiale sono state prodotte da americani, britannici, tedeschi e sovietici, munizioni subsoniche espressamente dedicate alle armi silenziate.
Per munizione subsonica si intende un proiettile che non superi la soglia di 330 m/s: una volta raggiunta tale velocità, infatti, il proiettile infrange il muro del suono, producendo il tipico suono dello sparo. 
Se l'arma in questione presenta sia un silenziatore delle dimensioni corrette che il tipo di munizione subsonica corretta, allora il rumore prodotto sarà notevolmente ridotto. Ad esempio, considerando uno sparo prodotto da un fucile di medio calibro (5,56 mm NATO) con munizioni di tipo sd (silenced) e un silenziatore adatto all'arma, il rumore prodotto a una distanza di 50 m da chi ascolta è simile allo sbattere violento di una porta.
Bisogna inoltre considerare che i gas e le particelle di polvere combusta che escono dalla canna vanno a depositarsi sul materiale fonoassorbente riducendone col tempo l'efficacia.

## Legislazione nel mondo

### Italia
Ai sensi delle legge 18 aprile 1975, n. 110 possono essere introdotti nel territorio dello Stato, fabbricati o venduti solo se destinati all'esportazione o alla fornitura alle forze armate o altri corpi armati dello Stato, (art. 2 legge 110/1975) ma in ogni caso è richiesta licenza ai sensi dell'art. 31 TULPS motivo per cui non possono considerarsi materiale d'armamento o parti di armi da guerra se non nei casi previsti dalla legge 9 luglio 1990, n. 185.
Ai sensi del d.lgs. 29 settembre 2013, n. 121 i silenziatori detenuti legalmente alla data del 4 novembre 2013 (entrata in vigore della norma) possono continuare ad essere detenuti ed usati e possono essere ceduti tra privati.
Nonostante si sensi del d.lgs. 10 agosto 2018, n. 104 non siano più classificati come “parti essenziali” di un'arma la Corte di Cassazione - con ordinanza n. 3521 del 29 gennaio 2024 - ha ribadito che restano “parti di arma” e la loro detenzione irregolare è punibile penalmente.

### Stati Uniti d'America
La disciplina normativa circa i silenziatori varia in ogni Stato  federato degli Stati Uniti d'America, in ogni caso molti Stati ne consentono l'uso ai privati per la caccia.